# Keystone B-4
El Keystone B-4 fue un bombardero biplano producido para el Cuerpo Aéreo del Ejército de los Estados Unidos.

## Diseño y desarrollo
Originalmente ordenado por el Cuerpo Aéreo del Ejército de los Estados Unidos como el bombardero ligero LB-13. Cuando la designación "LB-" fue abandonada en 1930, los primeros cinco aviones fueron redesignados Y1B-4 (la designación "Y1B-" indicaba que los fondos para el diseño no provenían de fondos anuales normales).
El primer B-3A (S/N 30-281) fue convertido a la configuración del Y1B-4 con la adición de motores radiales R-1860-7 y neumáticos de baja presión. Gracias a estos motores más potentes, las prestaciones del Y1B-4 eran levemente mejores que las del B-3, aunque la única diferencia entre los dos aviones eran dichos motores. El 28 de abril de 1931, el Ejército ordenó 25 Y1B-4 mejorados como Keystone B-4A. Esta versión de producción fue parte de la última orden de producción de un bombardero biplano hecha por el Cuerpo Aéreo del Ejército de los Estados Unidos (junto con 39 B-6A, idénticos en todo excepto en la marca del motor), y los B-4A, entregados entre enero y abril de 1932, fueron los últimos bombarderos biplanos entregados al Cuerpo Aéreo.

## Historia operacional
El B-4 fue el último de los bombarderos biplanos Keystone ordenados por el Cuerpo Aéreo del Ejército de los Estados Unidos, a finales de 1931. Estas aeronaves fueron usadas principalmente como aviones de observación y reconocimiento hasta que en 1934 el Martin B-10B entró en servicio operacional. Algunos se mantuvieron en servicio hasta principios de los años 40.

## Variantes

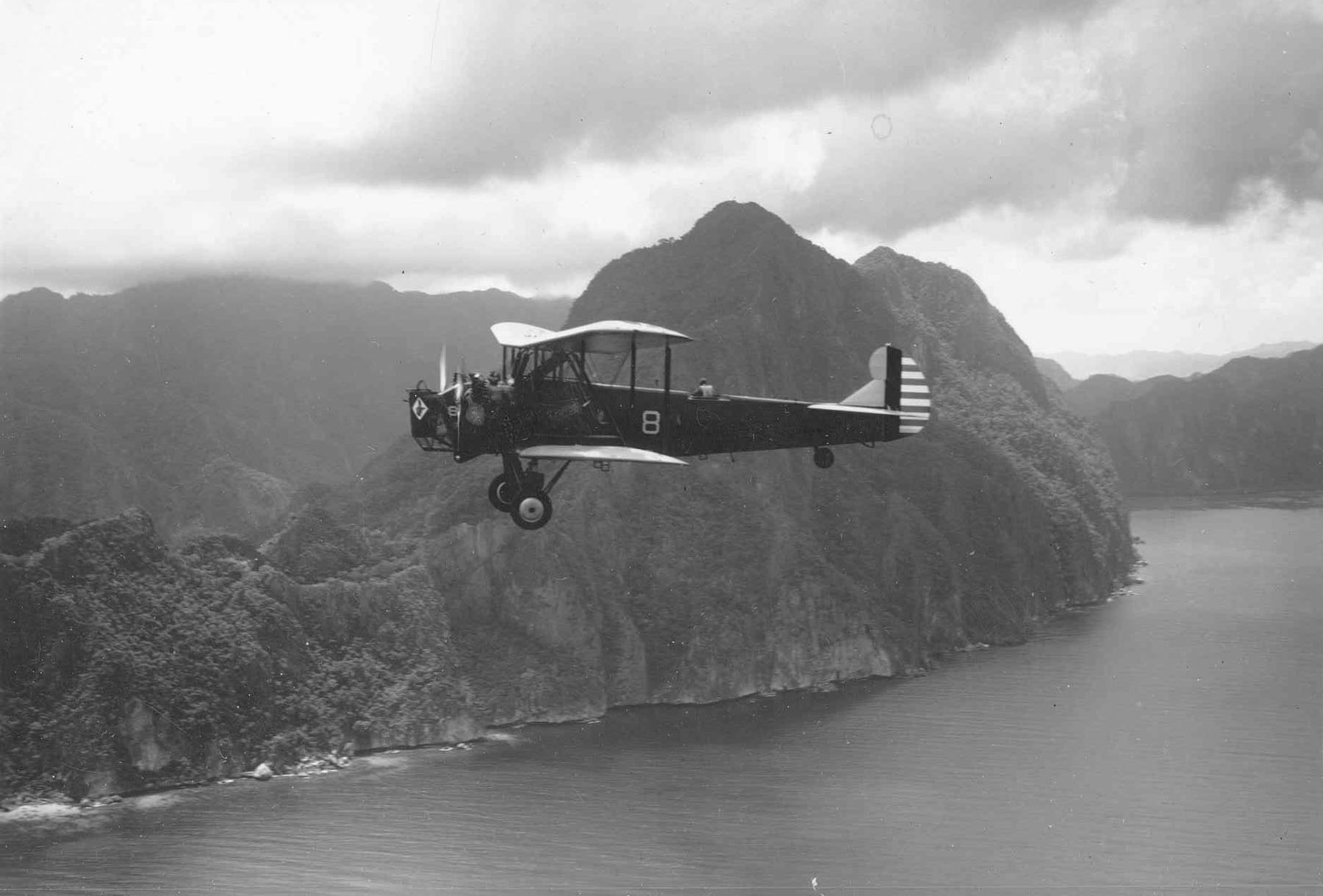
Keystone B-4A en vuelo en las Filipinas.

LB-13
Siete aeronaves ordenadas, pero entregadas como Y1B-4 e Y1B-6, con diferentes instalaciones de motor.
Y1B-4
Cinco aviones de preproducción, iguales al LB-10, pero con dos motores Pratt & Whitney R-1860-7 de 429 kW (575 hp).
B-4A
Versión de producción del Y1B-4, 25 construidos.

## Operadores
Estados Unidos
- Cuerpo Aéreo del Ejército de los Estados Unidos

## Especificaciones (B-4A)

### Características generales
- Tripulación: Cinco
- Longitud: 14,9 m (48,9 ft)
- Envergadura: 22,8 m (74,8 ft)
- Altura: 4,8 m (15,7 ft)
- Superficie alar: 106,4 m² (1145,3 ft²)
- Peso vacío: 3607 kg (7949,8 lb)
- Peso cargado: 5875 kg (12 948,5 lb)
- Planta motriz: 2× motor radial de nueve cilindros y refrigeración por aire Pratt & Whitney R-1860-7.
  - Potencia: 429 kW (591 HP; 583 CV) cada uno.

### Rendimiento
- Velocidad máxima operativa (Vno): 210 km/h (130 MPH; 113 kt)
- Velocidad crucero (Vc): 167 km/h (104 MPH; 90 kt)
- Alcance: 1400 km (756 nmi; 870 mi)
- Techo de vuelo: 4300 m (14 108 ft)
- Régimen de ascenso: 3 m/s (591 ft/min)
- Carga alar: 55,2 kg/m² (11,3 lb/ft²)
- Potencia/peso: 0,0888 hp/lb (146 W/kg)

### Armamento
- Ametralladoras: 

  - 3 Browning de 7,62 mm
- Bombas: 

  - 1100 kg (1800 kg en trayectos cortos)

## Aeronaves relacionadas

### Desarrollos relacionados
- Keystone B-3
- Keystone B-5
- Keystone B-6

### Secuencias de designación
- Secuencia LB-_ (Bombarderos Ligeros del USAAS/USAAC, 1924-1926): ← LB-10 - LB-11 - LB-12 - LB-13 - LB-14
- Secuencia B-_ (Bombarderos del USAAC/USAAF/USAF, 1926-1962): B-1 - B-2 - B-3 - B-4 - B-5 - B-6 - B-7 →